# Bohèmia Meridional
La Bohèmia Meridional —Jihočeský kraj en txec— és una unitat administrativa (kraj) de la República Txeca. Fa frontera amb les regions de Plzeň, Bohèmia Central, Vysočina i Moràvia Meridional. També fa frontera amb Alemanya i Àustria. Està dividida en els districtes (okresy) de České Budějovice, Český Krumlov, Jindřichův Hradec, Písek, Prachatice, Strakonice i Tábor.